# Riccardo Maffoni
Riccardo Maffoni (Orzinuovi, 2 juni 1977) is een Italiaanse zanger.
Hij leert zichzelf op zijn veertiende zelf gitaar te spelen en gaat later optreden in verschillende bands, waaronder Killjoy. Daarna gaat hij als solist verder en speelt voornamelijk de successen van zijn voorbeeld Bruce Springsteen. Hij krijgt hierdoor naamsbekendheid en wordt gevraagd om te spelen in het voorprogramma van Italiaanse bands als PFM en Nomadi.
In 2002 doet Riccardo een vergeefse poging om toegang te krijgen tot het Festival van Sanremo. Hetzelfde jaar tekent hij een platencontract met Warner Music Italia. Twee jaar later verschijnt het album Storie di chi vince a metà met daarop de hit Viaggio libero. In de zomer van dat jaar verzorgt hij het voorprogramma van de concerten van Alanis Morissette in Italië.
Met het nummer Sole negli occhi neemt Riccardo Maffoni in maart 2006 deel aan het Festival van Sanremo. Hij wint hiermee de eerste prijs in de categorie jongeren.

## Discografie

### albums
- 2004 Storie di chi vince a metà
- 2006 Storie di chi vince a metà (herpersing)

### singles
- 2002 Le circostanze di Napoleone
- 2004 Viagio libero
- 2004 Uomo in fuga
- 2006 Sole negli occhi